# Pau Cendrós
Pau Cendrós López (Palma de Mallorca, España, 1 de abril de 1987), más conocido como Pau Cendrós, es un futbolista que juega de defensa en el U. D. Collerense de la Tercera Federación.

## Trayectoria
Militó la temporada 2007-08 en las filas del Benidorm C. D., siendo titular indiscutible y llegando a jugar la fase de ascenso a Segunda División. En la temporada 2008-09 actuó como cedido en el Club Deportivo Tenerife consiguiendo el ascenso a Primera División. A pesar de jugar un solo año en el club tinerfeño y como cedido, además de ser suplente, se ganó el cariño de la hinchada blanquiazul, e incluso llevó él mismo la presentación de los jugadores en los festejos del mencionado ascenso.
En la temporada 2009-10 militó en el Levante U. D. consiguiendo, una vez más, un ascenso a la Primera División.
En verano de 2010, el R. C. D. Mallorca se ve inmerso en un cambio de propietario y la llegada de Serra Ferrer al club supone una oportunidad para los canteranos. El Mallorca recupera a Pau Cendrós al finalizar su cesión al Levante U. D. y con la llegada al banquillo de Michael Laudrup el club decide que Cendrós ocupe una plaza en la plantilla del primer equipo viajando en la pretemporada a Holanda con el equipo afianzándose como titular.
El 29 de agosto de 2010, en el Iberostar Estadi (Son Moix) realiza su debut en Primera División ante el Real Madrid de Mourinho (0-0) tocándole como pareja de baile Cristiano Ronaldo superando el duelo con muy buena nota.
En enero de 2014 el Alcorcón hizo oficial la contratación del jugador, quien había disputado solo 4 partidos en el campeonato belga con la camiseta del K. A. A. Gante, hasta junio del mismo año.
El 5 de julio de 2014 es presentado como jugador del Real Club Deportivo Mallorca para las dos temporadas siguientes.
El 19 de agosto de 2015 fue presentado como jugador del C. D. Lugo para la temporada 2015-16. En la temporada 2018-19 jugó en Unionistas de Salamanca, en Segunda B. 
En marzo de 2020 fichó por la U. D. Poblense que militaba en Tercera División.
En junio de 2021 se marchó a Andorra para jugar en la U. E. Sant Julià. Fue fichado para participar en la Liga Europa Conferencia de la UEFA, y tras quedar eliminados regresó a las Baleares de la mano del C. E. Campos.

## Clubes
| Club                          | País    | Año       |
| ----------------------------- | ------- | --------- |
| R. C. D. Mallorca "B"         | España  | 2004-2010 |
| Benidorm C. D. (cedido)       | España  | 2007-2008 |
| C. D. Tenerife (cedido)       | España  | 2008-2009 |
| Levante U. D. (cedido)        | España  | 2009-2010 |
| R. C. D. Mallorca             | España  | 2010-2012 |
| K. A. A. Gante                | Bélgica | 2012-2014 |
| A. D. Alcorcón                | España  | 2014      |
| R. C. D. Mallorca             | España  | 2014-2015 |
| C. D. Lugo                    | España  | 2015-2016 |
| C. D. Mirandés                | España  | 2016-2017 |
| S. C. R. Peña Deportiva       | España  | 2018      |
| Unionistas de Salamanca C. F. | España  | 2018-2019 |
| C. E. Andratx                 | España  | 2020      |
| U. D. Poblense                | España  | 2020-2021 |
| U. E. Sant Julià              | Andorra | 2021      |
| C. E. Campos                  | España  | 2021-2022 |
| U. D. Collerense              | España  | 2022-     |